# Большая ложь

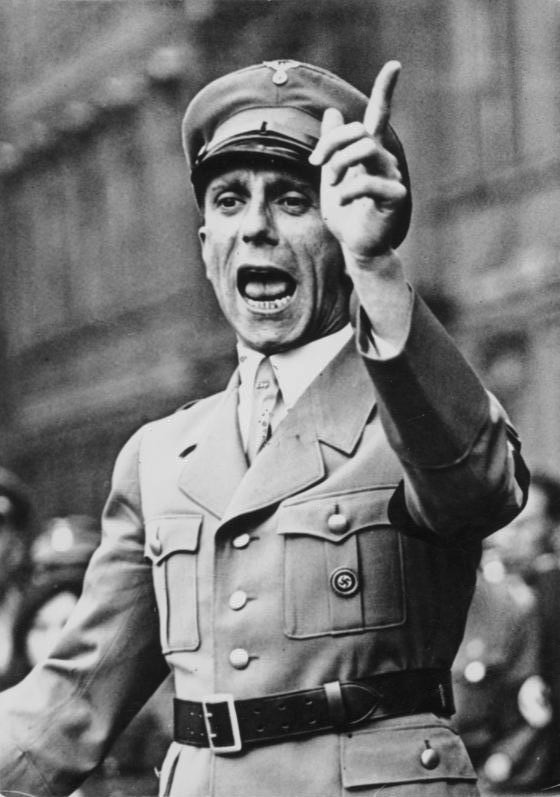
Йозеф Геббельс, глава Министерства пропаганды нацистской Германии

Больша́я ложь (нем. große Lüge) — пропагандистский приём. Определён Адольфом Гитлером в книге «Моя борьба» как «ложь настолько „огромная“, что никто не поверит в то, что кто-то имел смелость обезобразить действительность так бесстыже».

## Определение Гитлера
Сам Гитлер определяет приём «большой лжи» в главе 10 «Подлинные причины германской катастрофы» I части книги «Моя борьба»:

Ответственность за проигранную войну попытались взвалить на генерала Людендорфа. Тут уже приходится прямо сказать: нужна вся бессовестность евреев и весь медный лоб марксистов, чтобы осмелиться взваливать ответственность как раз на того человека, который один только во всей Германии с величайшим напряжением сил, с почти нечеловеческой энергией боролся за то, чтобы спасти Германию от позора, унижений и катастрофы. Но евреи и марксисты знали, что они делали. Напав на Людендорфа, они тем самым парализовали возможное нападение со стороны Людендорфа на них самих, ибо один Людендорф мог стать для них самым опасным обвинителем, у него одного были все данные для того, чтобы с успехом разоблачить предателей. Вот почему изменники и спешили вырвать из рук Людендорфа его моральное орудие.

Эти господа исходили из того правильного расчёта, что чем чудовищнее солжёшь, тем скорей тебе поверят. Рядовые люди скорее верят большой лжи, нежели маленькой. Это соответствует их примитивной душе. Они знают, что в малом они и сами способны солгать, ну а уж очень сильно солгать они, пожалуй, постесняются. Большая ложь даже просто не придёт им в голову. Вот почему масса не может себе представить, чтобы и другие были способны на слишком уж чудовищную ложь, на слишком уж бессовестное извращение фактов. И даже когда им разъяснят, что дело идёт о лжи чудовищных размеров, они всё ещё будут продолжать сомневаться и склонны будут считать, что вероятно всё-таки здесь есть доля истины. Вот почему виртуозы лжи и целые партии, построенные исключительно на лжи, всегда прибегают именно к этому методу. Лжецы эти прекрасно знают это свойство массы. Солги только посильней — что-нибудь от твоей лжи да останется.

## Использование в психологическом портрете Гитлера
Упоминание о «Большой лжи» также было использовано в отчёте, составленном в течение войны Управлением стратегических служб США при описании психологического портрета Гитлера:

Его основными правилами были: никогда не давать обществу «остыть»; никогда не признавать ошибки; никогда не допускать мыслей о наличии позитивных сторон у противника; никогда не оставлять места альтернативе; никогда не признавать вину; каждый раз концентрироваться на каком-нибудь одном враге и обвинять его во всех бедах; люди скорее поверят большой лжи, нежели маленькой; а если повторять её достаточно часто, рано или поздно люди поверят в неё.

## «Большая ложь» в массовой культуре
Джордж Оруэлл ввёл в романе «1984» понятие «двоемыслие», основанное помимо прочего и на теории «большой лжи». Некоторые цитаты:
- «Ключевое слово здесь — белочёрный. Как и многие слова новояза, оно обладает двумя противоположными значениями. В применении к оппоненту оно означает привычку бесстыдно утверждать, что чёрное — это белое, вопреки очевидным фактам».
- «Говорить заведомую ложь и одновременно в неё верить, забыть любой факт, ставший неудобным, и извлечь его из забвения, едва он опять понадобился, отрицать существование объективной действительности и учитывать действительность, которую отрицаешь, — всё это абсолютно необходимо»[5].

Ричард Белзер определяет «Большую ложь» в своей книге «НЛО, Кеннеди, и Элвис: заговоры, в которые, чтобы поверить, не обязательно быть сумасшедшим» следующим образом: «Если вы говорите достаточно большую ложь, и говорите её достаточно часто, люди поверят, что вы говорите правду, даже если то, что вы говорите, — полная фигня».